# عبيد البوري
عبيد البوري، لاعب كرة قدم سعودي .
لعب سابقاً في الفئات السنية لأندية الهلال و انتقل إلى نادي المزاحمية عام 2015 .